# Constance Wilson-Samuel
Constance Wilson-Samuel (Toronto, 7 gennaio 1908 – 6 aprile 1963) è stata una pattinatrice artistica su ghiaccio canadese.

## Palmarès

### Individuale femminile
| Internazionali               | Internazionali | Internazionali | Internazionali | Internazionali | Internazionali | Internazionali | Internazionali | Internazionali | Internazionali | Internazionali | Internazionali | Internazionali | Internazionali | Internazionali |
| Evento                       | 1923           | 1924           | 1925           | 1926           | 1927           | 1928           | 1929           | 1930           | 1931           | 1932           | 1933           | 1934           | 1935           | 1936           |
| ---------------------------- | -------------- | -------------- | -------------- | -------------- | -------------- | -------------- | -------------- | -------------- | -------------- | -------------- | -------------- | -------------- | -------------- | -------------- |
| Giochi olimpici invernali    |                |                |                |                |                | 6°             |                |                |                | 4°             |                |                |                | R              |
| Campionati mondiali          |                |                |                |                |                | 4°             |                | 4°             |                | 3°             |                |                |                |                |
| North American Championships |                |                |                |                | 2°             |                | 1°             |                | 1°             |                | 1°             |                | 1°             |                |
| Nazionali                    |                |                |                |                |                |                |                |                |                |                |                |                |                |                |
| Campionati canadesi          | 3°             | 1°             | 2°             | 2°             | 1°             |                | 1°             | 1°             | 1°             | 1°             | 1°             | 1°             | 1°             |                |
| Campionati britannici        |                |                |                |                |                | 1°             |                |                |                |                |                |                |                |                |
| R = Ritirata                 |                |                |                |                |                |                |                |                |                |                |                |                |                |                |

### Coppie con Errol Morson
| Nazionali           | Nazionali |
| Evento              | 1926      |
| ------------------- | --------- |
| Campionati canadesi | 1°        |

### Coppie con Montgomery Wilson
| Internazionali               | Internazionali | Internazionali | Internazionali | Internazionali | Internazionali | Internazionali | Internazionali | Internazionali | Internazionali |
| Evento                       | 1927           | 1928           | 1929           | 1930           | 1931           | 1932           | 1933           | 1934           | 1935           |
| ---------------------------- | -------------- | -------------- | -------------- | -------------- | -------------- | -------------- | -------------- | -------------- | -------------- |
| Giochi olimpici invernali    |                |                |                |                |                | 5°             |                |                |                |
| Campionati mondiali          |                |                |                | 4°             |                | 6°             |                |                |                |
| North American Championships | 3°             |                | 1°             |                | 1°             |                | 1°             |                | 2°             |
| Nazionali                    |                |                |                |                |                |                |                |                |                |
| Campionati canadesi          | 2°             |                | 1°             | 1°             | 2°             | 1°             | 1°             | 1°             | 3°             |

### Fours con Elizabeth Fisher, Montgomery Wilson e Hubert Sprott
| Internazionali               | Internazionali |
| Evento                       | 1933           |
| ---------------------------- | -------------- |
| North American Championships | 2°             |